# Aussteuerungsbetrag
Als Aussteuerungsbetrag bezeichnete man eine Ausgleichszahlung, welche die Bundesagentur für Arbeit im Rahmen der Hartz-Reformen von 2005 bis Ende 2007 für jeden Arbeitslosen leisten musste, der Arbeitslosengeld bezogen hat, nicht innerhalb von 12 Monaten vermittelt werden konnte und deshalb Arbeitslosengeld II beantragt hatte (§ 46 Abs. 4 SGB II). In den Jahren 2008 bis 2012 wurde der Aussteuerungsbetrag durch den so genannten Eingliederungsbeitrag ersetzt, danach ist er ersatzlos weggefallen.

## Aussteuerungsbetrag im Detail
Die Höhe der Zahlung beträgt das zwölffache der durchschnittlichen Aufwendungen für ALG II zuzüglich Beiträge zur Sozialversicherung; dies entspricht pro Leistungsempfänger rund 10.000 Euro. Da die einzige Einnahmequelle der Bundesagentur für Arbeit (BA) im Beitragsaufkommen aus der Arbeitslosenversicherung besteht, wird ein erheblicher Teil der Aufwendungen für die eigentlich steuerfinanzierte Sozialleistung ALG II aus Beiträgen der Arbeitslosenversicherung bestritten.
Die Einnahmen des Bundes aus dem von der BA gezahlten Aussteuerungsbetrag betrugen insgesamt 9,783 Mrd. Euro:
- 2005: 4,556 Mrd. Euro (2,161 Mrd. Euro weniger als im Bundeshaushalt 2005 veranschlagt)
- 2006: 3,282 Mrd. Euro (0,718 Mrd. Euro weniger als im Bundeshaushalt 2006 veranschlagt)
- 2007: 1,945 Mrd. Euro (2,055 Mrd. Euro weniger als im Bundeshaushalt 2007 veranschlagt)

Die Einnahmen des Bundes aus dem Aussteuerungsbetrag waren insgesamt 4,934 Mrd. Euro geringer als veranschlagt.

## Kritik
Kritiker aus Erwerbsloseninitiativen und den Gewerkschaften halten den Aussteuerungsbetrag für einen faktischen „Zuschuss der beitragsfinanzierten Arbeitslosenversicherung [...] zum Bundeshaushalt“ und sprechen daher von „Strafzahlungen aus Arbeitslosenbeiträgen“.
Weiterhin wird kritisiert, dass es sich für die zu wirtschaftlichem Handeln gehaltene Bundesagentur für Arbeit in vielen Fällen nicht mehr rechne, „arbeitsmarktpolitische Hilfen für Arbeitslosengeld-I-Empfänger anzubieten oder gar eine sinnvolle Bildungsmaßnahme vorzusehen“.
Ähnliche Kritik wird auch an dem Eingliederungsbeitrag geübt, der nun nicht mehr als Kopfprämie gezahlt wird, sondern sich an den Aufwendungen des Bundes für Eingliederungsleistungen und Verwaltungskosten im Bereich Arbeitslosengeld II bemisst. Durch die gute Konjunkturlage wird die Arbeitslosenversicherung so (zur Zeit) stärker belastet als durch das alte Instrument Aussteuerungsbetrag.
Im August 2010 hat das Bundesverfassungsgericht die Verfassungsbeschwerden, die von Arbeitnehmern und Unternehmern gegen die Regelung zum Eingliederungsbeitrag in § 46 Abs. 4 SGB II erhoben worden waren, nicht zur Entscheidung angenommen, weil sie unzulässig seien. Die Beschwerdeführer seien nicht unmittelbar und selbst in ihren Grundrechten betroffen, weil sie nicht Adressaten der Zahlungspflicht sind. Dies sei allein die Bundesagentur für Arbeit. Die Beschwerdeführer könnten nicht verlangen, dass ihre Sozialversicherungsbeiträge für die Arbeitslosenversicherung nur für diese verwendet würden. Mit der Zahlung an die Arbeitsagentur gingen die Beiträge in deren Vermögen über und flössen erst danach dem Eingliederungsbeitrag zu. Sie seien deshalb nicht in ihren Grundrechten aus Art. 2 Abs. 1, Art. 12 Abs. 1 GG verletzt. Im Übrigen sei es ihnen zumutbar, ihre Grundrechtsverstöße zunächst im sozialgerichtlichen Klageverfahren geltend zu machen (Subsidiarität der Verfassungsbeschwerde).
Eine von Gewerkschaften und Arbeitgebervertretern unterstützte Klage gegen den Aussteuerungsbetrag wurde vom Bundessozialgericht im Februar 2012 abgewiesen. Den Klägern bleibt jedoch der Weg zum Bundesverfassungsgericht offen.